# بانزار دراغون
بانزار دراغون (بالإنجليزية: Panzer Dragoon)‏ (باليابانية: パンツァードラグーン)، هي لعبة فيديو يابانية من نشر سيغا، وهي من نوع منصات، صدرت اللعبة في الأسواق سنة 1995، وتعمل على عدة منصات، ومن بينها سيغا ساترن ومايكروسوفت ويندوز وبلاي ستيشن 4 وإكس بوكس ون ونينتندو سويتش.